# Highlands Park FC
Highlands Park Football Club w skrócie Highlands Park FC – południowoafrykański klub piłkarski grający niegdyś w południowoafrykańskiej pierwszej lidze, mający siedzibę w mieście Johannesburg.

## Stadion
Domowe mecze klub rozgrywa na stadionie o nazwie Balfour Park w Johannesburgu. Stadion może pomieścić 13500 widzów.

## Reprezentanci kraju grający w klubie
Źródło.
| - Franklin Cale - Daniel Cardoso - Bevan Fransman - Rudi Isaacs - Wayde Jooste - Stanley Kgatla - Thanduyise Khuboni - Reneilwe Letsholonyane - Motjeka Madisha - Lehlohonolo Majoro - Lindokuhle Mbatha - Mlungisi Mbunjana - Levy Mokgothu - Surprise Moriri - Jerry Msane - Mothobi Mvala - Petrus Ngebo - Siyabonga Nhlapo - Musa Nyatama - Bongani Sam | - Moeketsi Sekola - Jabulani Shongwe - Lebogang Ditsele - Lesenya Ramoraka - Michel Nzamongini Babale - Fikru Teferra - Tumelo Bereng - Limbikani Mzava - Denzil Haoseb - Larry Horaeb - Chris Katjiukua - Peter Shalulile - Greg Etafia - Abdi Banda - Collins Mbesuma - Tapuwa Kapini - Charlton Mashumba - Augustine Mbara - Tendai Ndoro |